# 70713 Sethmacfarlane
70713 Sethmacfarlane è un asteroide della fascia principale. Scoperto nel 1999, presenta un'orbita caratterizzata da un semiasse maggiore pari a 2,5805704 UA e da un'eccentricità di 0,1411091, inclinata di 7,45439° rispetto all'eclittica.